# Castell de Tragó
El castell de Tragó és un castell termenat situat al damunt del poble de Tragó de Noguera, al terme municipal d'Os de Balaguer (Noguera). Està enrunat, abandonat i mig colgat per l'aigua, sobre l'embassament de Santa Anna. Des del seu turó es controlava el poble que hi havia dessota i també el pas de la Noguera Ribagorçana. Es troba en un serrat prop la capella de santa Maria del castell, ara dedicada a Sant Jordi. És un edifici d' declarat bé cultural d'interès nacional.

## Descripció
Del castell de Tragó només en resten algunes estructures dels fonaments del recinte perimetral. Al cim del turó tan sols es conserven les restes d'un mur d'escasses filades -quatre o cinc- de carreus rectangulars, que constitueixen una alçada poc superior al metre, i que de llargada, en canvi, conserva encara 10 metres. Corresponen a un pany de paret d'uns 10 m. Els paraments conservats són fets de pedra calcària de mida petita, lligats amb morter de calç. Sense una excavació del lloc no es poden definir les característiques d'aquesta fortificació, que degué ser un castell roquer com, per exemple, el castell de Tartareu.
L'església de Santa Maria és un edifici d'una sola nau i coberta amb volta de canó. L'absis, situat a l'est és de forma semicircular i està precedit per un arc presbiteral molt estret. S'hi obre una finestra de doble esqueixada. La porta s'obre als peus de la nau en arc de mig punt en una posició modificada per la topografia de la construcció, a la part sud de la façana. Centrada en aquesta mateixa façana oest, s'obre una petita finestra d'esqueixada simple. A l'exterior, les façanes són llises, mancades de decoració. A la façana sud hi ha un petit campanar d'espadanya d'un sol ull. Els paraments són molt simples, arrebossats, i tan sols en alguns sectors és visible l'aparell: petits carreus irregulars i molt retocats, tipus que evoca les formes de l'arquitectura rural del segle xii.

## Història
Esmentat en la documentació medieval des de mitjan segle xi, quan encara era en poder dels musulmans, el primer cop que apareix documentat és el 30 de gener del 1063 quan el comte Ramon Berenguer I, donà a la seva esposa, Almodis de la Marca els castells d'Estopanyà, Puroi i Canelles, essent indicat com un dels límits del «castrum de Stopanian» el castell de Tragó, «castro Drogon». En aquest mateix segle, les hosts d'Urgell, comandades per Arnau Mir de Tost, arribaren a les muntanyes d'Os i de Tragó, sense poder apoderar-se'n. Fou conquerit abans del 1091, any en què el vescomte Guerau Ponç II de Cabrera i la seva muller Elvira, dita també «Mala-signada», feren donació a Sant Pere d'Àger d'«omnes ecclesiis...in castrum Dracone» i del delme de la seva dominicatura. No obstant, aquesta zona caigué novament en poder àrab, segons es desprèn del testament datat el 1093 de Galceran Erimany, castlà del castell d'Àger, el qual deixà al seu fill Pere els drets que tenia sobre el castell de «Trochone» en el cas que fos reconquerit pel vescomte Guerau Ponç II de Cabrera. Cal suposar que aquest cavaller ajudà el vescomte a conquerir el castell, cosa que s'aconseguí l'any següent. L'any 1094, els senyors d'Àger confirmaven a l'abadia de Sant Pere la deixa ja efectuada en testament l'any 1093.
El castell fou infeudat als Àger, segons el testament de Ramon Berenguer d'Àger de l'any 1158 pel qual deixava a la seva muller Maria «meam porcionem de castrum Tragon» com a propi alou.
El lloc de Tragó fou comprat pel monestir cistercenc de Santa Maria de Vallverd al segle xiii; venut el 1351 per l'abadessa Elisenda a Ramon Riambau pel preu de 27.000 sous jaquesos, i tornat a comprar per Vallverd l'any 1372. L'any 1452, quan el monestir de Vallverd fou unit al de Santa Maria de les Franqueses, la senyoria de Tragó, junt amb altres dominis que posseïa Vallverd, passà formar part de les Franqueses. El 1474, el monestir de les Franqueses fou, al seu torn, unit a Santa Maria de Poblet i en conseqüència, totes les propietats que tenia passaren a formar part del domini d'aquest darrer, on romangueren fins a la desamortització del segle XIX.